# Marine Johannès
Marine Johannès (* 21. Januar 1995 in Lisieux) ist eine französische Basketballspielerin.

## Laufbahn
Johannès spielte bis 2007 bei Pont l’Evêque und von 2007 bis 2016 bei USO Mondeville. Anschließend wechselte die 1,77 Meter große, auf der Position zwei eingesetzte Spielerin zu Bourges Basket.
Sie nahm mit Frankreich an den Olympischen Sommerspielen 2016 teil und erreichte den vierten Platz. Johannès’ Spielweise wurde als instinktbestimmt bezeichnet, ihre große Stärke ist der Distanzwurf. Im März 2019 wurde sie von der New York Liberty verpflichtet und spielte damit fortan außerhalb der europäischen Saison in der US-Liga WNBA.
In der französischen Liga wechselte Johannès 2019 von Bourges zu Lyon ASVEL. 2022 kehrte sie nach der Saison 2021/22 in Frankreich zu New York Liberty in die USA zurück und bestritt im Juni 2022 ihr erstes WNBA-Spiel nach dreijähriger Unterbrechung. Im April 2023 gewann sie mit Lyon ASVEL den Eurocup und wurde als beste Spielerin des Finals in dem europäischen Vereinswettbewerb ausgezeichnet. 2023 wurde sie mit New York Liberty Vizemeisterin der WNBA.
Ende Juli 2024 gab Çukurova BK Mersin aus der Türkei die Verpflichtung der Französin bekannt. Bei den Olympischen Spielen 2024 in Paris stand Johannès mit Frankreich im Endspiel, das knapp mit 66:67 gegen die Vereinigten Staaten verloren wurde.
Johannès wechselte zur Saison 2025/26 zu Galatasaray Istanbul.

### Erfolge
- Eurocup-Siegerin 2023[11]
- Bronzemedaille bei den Olympischen Spielen 2020
- Silbermedaille bei den Europameisterschaften 2017, 2019, 2021
- Französische Meisterin 2018, 2023
- Französische Pokalsiegerin 2017, 2018, 2019
- Silbermedaille bei den Olympischen Spielen 2024